# Bystrá (district de Brezno)
Pour les articles homonymes, voir Bystrá.
Bystrá (hongrois : Sebesér) est un village de Slovaquie situé dans la région de Banská Bystrica.

## Histoire
Première mention écrite du village en 1563.

## Démographie

### Évolution de la population
| Année:               | 1994. | 2004.    | 2014.  | 2024.    |
| -------------------- | ----- | -------- | ------ | -------- |
| Nombre de personnes: | 231   | 200      | 193    | 152      |
| Différence:          |       | -13,41 % | -3,5 % | -21,24 % |

| Année:               | 2023. | 2024.   |
| -------------------- | ----- | ------- |
| Nombre de personnes: | 148   | 152     |
| Différence:          |       | +2,70 % |